# Prionostemma lindbergi
Prionostemma lindbergi is een hooiwagen uit de familie Sclerosomatidae.